# Эксперименты Хьюза и Древера

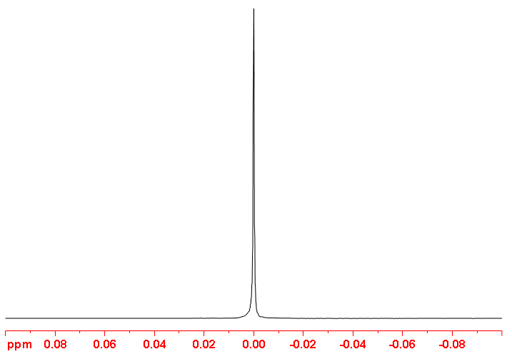
Спектр ЯМР ядра ^{7}Li раствора LiCl (1M) в D_{2}O. Резкая нерасщеплённая линия ЯМР этого изотопа лития свидетельствует об изотропии массы и пространства.

Эксперименты Хьюза и Древера (также эксперименты по сравнению часов, изотропии массы или изотропии энергии) представляют собой спектроскопические тесты изотропии массы и пространства. Хотя первоначально он задумывался как проверка принципа Маха, теперь он понимается как важная проверка лоренц-инвариантности. Как и в опыте Майкельсона — Морли, можно проверить существование предпочтительной системы отсчёта или других отклонений от лоренц-инвариантности, что также влияет на справедливость принципа эквивалентности. Таким образом, эти эксперименты касаются фундаментальных аспектов как специальной, так и общей теории относительности. В отличие от опытов типа Майкельсона — Морли, эксперименты Хьюза и Древера проверяют изотропию взаимодействий самой материи, то есть протонов, нейтронов и электронов. Достигнутая точность делает этот вид эксперимента одним из самых точных подтверждений теории относительности (см. также Тесты специальной теории относительности).

## Эксперименты Хьюза и Древера
Джузеппе Коккони и Эдвин Эрнест Солпитер (1958 г.) предположили, что инерция зависит от окружающих масс в соответствии с принципом Маха. Таким образом, неравномерное распределение вещества привело бы к анизотропии инерции по разным направлениям. Эвристические аргументы привели их к мысли, что при любой анизотропии инерции, если таковая существует, будет преобладать массовый вклад центра нашей галактики Млечный Путь. Они утверждали, что эту анизотропию можно наблюдать двумя способами: измерением зеемановского расщепления в атоме или измерением зеемановского расщепления в возбужденном ядерном состоянии 57
Fe, используя эффект Мессбауэра.
Вернон В. Хьюз и др. (1960 г.) и Рональд Древер (1961 г.) независимо провели аналогичные спектроскопические эксперименты для проверки принципа Маха. Однако они не использовали эффект Мёссбауэра, а провели магнитно-резонансные измерения ядра лития-7, основное состояние, которого имеет спин-3⁄2. Основное состояние расщепляется на четыре равноудалённых магнитных энергетических уровней при измерении в магнитном поля в соответствии с разрешёнными магнитными квантовыми числами. Ядерные волновые функции для разных энергетических уровней имеют различное пространственное распределение относительно магнитного поля и, следовательно, имеют разные свойства по направлению. Если массовая изотропия соблюдается, каждый переход между парой соседних уровней должен излучать фотон одинаковой частоты, что приводит к одной резкой спектральной линии. С другой стороны, если инерция имеет зависимость от направления, должна наблюдаться тройная или уширенная резонансная линия. В ходе 24-часовой версии эксперимента Древера Земля вращалась, и ось магнитного поля охватывала разные участки неба. Древер обратил особое внимание на поведение спектральной линии при пересечении магнитным полем центра галактики. Ни Хьюз, ни Древер не наблюдали частотного сдвига энергетических уровней, и благодаря высокой точности их экспериментов максимальная анизотропия могла быть ограничена величиной 0,04 Гц = 10−25 ГэВ.
Что касается последствий нулевого результата для принципа Маха, Роберт Х. Дикке (1961 г.) показал, что он согласуется с этим принципом, если пространственная анизотропия одинакова для всех частиц. Таким образом, нулевой результат скорее показывает, что эффекты анизотропии инерции, если они существуют, универсальны для всех частиц и локально ненаблюдаемы.

## Современная интерпретация
Хотя мотивация этого эксперимента заключалась в проверке принципа Маха, с тех пор он стал признанным тестом лоренц-инвариантности и, следовательно, специальной теории относительности. Это связано с тем, что эффекты анизотропии также возникают в присутствии предпочтительной и нарушающей Лоренц-инвариантность системы отсчёта, которую обычно отождествляют с системой покоя реликтового излучения как своего рода светоносного эфира (относительная скорость около 368 км/с). Поэтому отрицательные результаты экспериментов Хьюза и Древера (как и опытов Майкельсона — Морли) исключают существование такой системы отсчёта. В частности, тесты Хьюза и Древера на нарушения Лоренц-инвариантности часто описываются проверочной теорией специальной теории относительности, выдвинутой Клиффордом Уиллом. Согласно этой модели нарушения Лоренц-инвариантности при наличии предпочтительных систем отсчёта могут приводить к различиям между максимально достижимой скоростью массивных частиц и скоростью света. Если бы они были другими, изменились бы и свойства и частоты взаимодействий материи. Кроме того, фундаментальным следствием принципа эквивалентности общей теории относительности является то, что лоренц-инвариантность локально выполняется в свободно движущихся системах отсчёта (локальная лоренц-инвариантность). Это означает, что результаты этого эксперимента касаются как специальной, так и общей теории относительности.
Из-за того, что сравниваются разные частоты («часы»), эти эксперименты также обозначаются как эксперименты по сравнению часов.

## Недавние эксперименты
Помимо нарушений Лоренц-инвариантности из-за предпочтительной системы отсчёта или влияний, основанных на принципе Маха, также ведутся поиски спонтанных нарушений лоренц-инвариантности и СРТ-симметрии, мотивированных предсказаниями различных моделей квантовой гравитации, предполагающих их существование. Были проведены современные версии экспериментов Хьюза и Древера по изучению возможного нарушения Лоренц-инвариантности и СРТ-инвариантности в нейтронах и протонах. Использование спин-поляризованных систем и комагнитометров (для подавления магнитных влияний) значительно повысило точность и чувствительность этих экспериментов. Кроме того, с помощью спин-поляризованных крутильных весов также испытали электронный сектор.
Все эти эксперименты до сих пор дали отрицательные результаты, поэтому нет признаков существования предпочтительной системы отсчёта или какой-либо другой формы нарушения Лоренц-инвариантности. Значения в следующей таблице связаны с коэффициентами, заданными Расширением Стандартной модели (SME), часто используемой эффективной теорией поля для оценки возможных нарушений Лоренц-инвариантности (см. Также другие Тестовые теории специальной теории относительности). Отсюда любое отклонение от лоренц-инвариантности можно связать с конкретными коэффициентами. Поскольку в этих экспериментах проверяется ряд коэффициентов, даётся только значение максимальной чувствительности (точные данные см. в отдельных статьях):.
| Автор            | Год  | SME ограничения | SME ограничения | SME ограничения | Описание |
| Автор            | Год  | Протон          | Нейтрон         | Элнетрон        | Описание |
| ---------------- | ---- | --------------- | --------------- | --------------- | --- |
| Prestage et al.  | 1985 |                 | 10−27           |                 | Сравнение ядерной перехода с переворотом спина 9 Be в ловушке Пеннинга и радиолинии нейтрального водорода.                                       |
| Phillips         | 1987 |                 |                 | 10−27           | Исследовались гармонические колебания криогенного крутильного маятника, несущего поперечно поляризованный магнит.                                |
| Lamoreaux et al. | 1989 |                 | 10−29           |                 | Индуцировалась дипольная и квадрупольная спиновая поляризация в 201 Hg паре, по которой наблюдались квадрупольные энергетические сдвиги.         |
| Chupp et al.     | 1989 |                 | 10−27           |                 | Исследовано зависящее от времени квадрупольное расщепление зеемановских уровней. Газы 21 Ne и 3 He поляризуются спиновым обменом и сравниваются. |
| Wineland et al.  | 1991 |                 |                 | 10−25           | Аномальные диполь-монопольные и диполь-дипольные связи исследуются путём изучения сверхтонких резонансов в 9 Be.                                 |
| Berglund et al.  | 1995 | 10−27           | 10−30           | 10−27           | Частоты 199Hg и 133Cs сравнивались в магнитном поле.                                                                                             |
| Bear et al.      | 2000 |                 | 10−31           |                 | Сравнивались частоты 129 Xe и 3 He в магнитном поле.                                                                                             |
| Phillips et al.  | 2000 | 10−27           |                 |                 | Зеемановскую частоту водородного мазера. |
| Humphrey et al.  | 2003 | 10−27           |                 | 10−27           | Аналогично Phillips et al. (2000). |
| Canè et al.      | 2004 |                 | 10−32           |                 | Аналогично Bear et al. (2000). |
| Wolf et al.      | 2006 | 10−25           |                 |                 | Атомные частоты измеряются с помощью лазерного охлаждения атомных фонтанов 133 Cs.                                                               |
| Heckel et al.    | 2006 |                 |                 | 10−30           | Они использовали крутильный маятник с четырьмя секциями из Alnico и четырьмя секциями из Sm5Co.                                                  |
| Heckel et al.    | 2008 |                 |                 | 10−31           | Аналогично Heckel et al. (2006). |
| Brown et al.     | 2010 | 10−32           | 10−33           |                 | Сравнение частот K/3 He комагнетометра. |
| Smiciklas et al. | 2011 |                 | 10−29           |                 | Сравнение частот в 21 Ne/Rb/K комагнетометре. Проверка максимально достижимой скорости нейтронов.                                                |
| Peck et al.      | 2012 | 10−30           | 10−31           |                 | Аналогично Berglund et al. (1995). |